# Sphenomorphus luzonense
Sphenomorphus luzonense este o specie de șopârle din genul Sphenomorphus, familia Scincidae, descrisă de Boulenger 1894. A fost clasificată de IUCN ca specie cu risc scăzut. Conform Catalogue of Life specia Sphenomorphus luzonense nu are subspecii cunoscute.